# Khalid A. Al-Falih
Khalid A. Al-Falih, (em árabe: خالد الفالح Ḫālid al-Fāliḥ) é o atual presidente da multinacional Saudi Aramco.